# 西原亀三

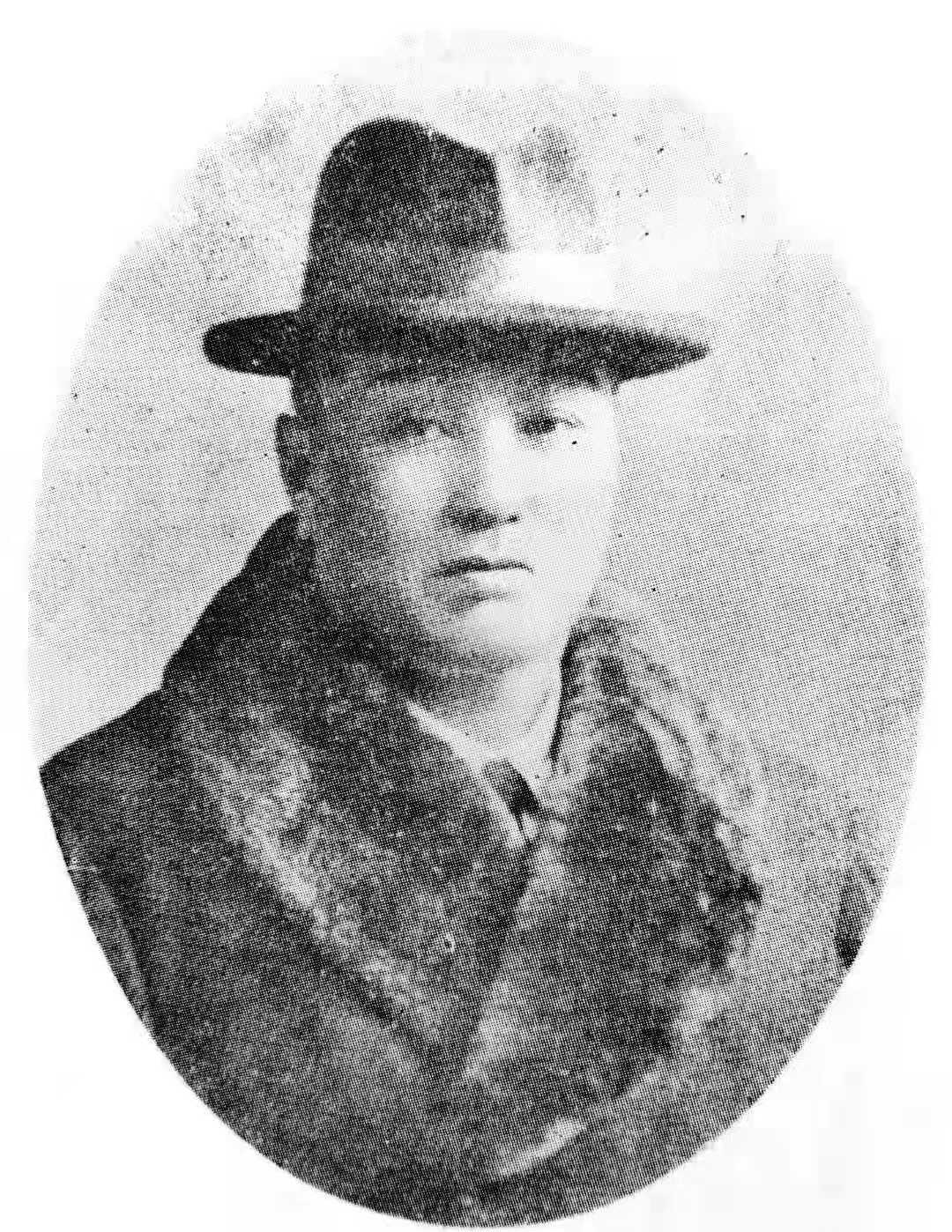
1890年頃から1920年頃の間に撮影

西原 亀三（にしはら かめぞう、1873年（明治6年）6月3日 - 1954年（昭和29年）8月22日）は、明治・大正、昭和時代の日本の実業家、政治家。京都府与謝郡雲原村（のち天田郡雲原村、現・福知山市）出身。のちに雲原村長。妻は女性パイロットの草分けとして知られた今井小松。
自伝に『夢の七十余年』がある。

## 来歴
家業である製糸業が没落し、父親の死後は京都へ丁稚奉公に出たものの、後に上京して同郷の神鞭知常の知遇を得る。日露戦争終了後に朝鮮半島へ渡り、共益社を設立して綿製品の貿易事業を営む。初代朝鮮総督の寺内正毅に接近して、その側近となる。1916年（大正5年）に帰朝。次いで中国へ渡り、寺内内閣による北京政府（段祺瑞）援助政策に参画した。
1918年（大正7年）、朝鮮銀行総裁・大蔵大臣の勝田主計と計り、日本興業銀行、朝鮮銀行、台湾銀行からそれぞれ資金を調達し、総額1億4500万円という莫大な西原借款を提供する。この借款は主に段祺瑞政権の政治資金・軍事資金として使われ、成果を得るどころか、段の失脚もあって結局は回収できなかったため、帝国議会の轟々たる非難を浴びた。
その後も政界の黒幕として東亜研究会を設立し、田中義一や宇垣一成の擁立を目指した。宇垣が朝鮮総督として朝鮮半島に赴任すると、1932年（昭和7年）、1934年（昭和9年）、1936年（昭和11年）と立て続けに渡鮮し、内地にあっては政友会や民政党の幹部の間を周旋した。1937年（昭和12年）に宇垣に組閣の大命が降下するが、陸軍内に宇垣への反発が強く陸軍大臣就任を受諾する者がないという事態になり、軍部大臣現役武官制によって宇垣は大命を拝辞するに至った。宇垣の大命拝辞と林銑十郎内閣の成立に絶望した西原は、日記に「ああファッショか、立憲政治か。堤防は決潰せり。国家の前途果して如何。」と記している。
1938年（昭和13年）に郷里へ戻って雲原村長に就任し、13年間在職した。1954年（昭和29年）8月22日死去。81歳。